# 大菲盖德
大菲盖德，是匈牙利赫维什州所辖的一个村。总面积27.51平方公里，总人口1935，人口密度70.3人/平方公里（2010年1月1日）。